# فالتر توماز جونيور
فالتر توماز جونيور هو لاعب كرة قدم برازيلي في مركز الدفاع، ولد في 25 يوليو 1978 في ساو باولو في البرازيل. لعب مع نادي أورغريته ونادي مولده.